# Wolfgang Bruhn
Wolfgang Bruhn  (* 13. Mai 1886 in Lübeck; † 11. Mai 1945 in Berlin) war ein deutscher Kunsthistoriker.

## Leben
Wolfgang Bruhn war ein Sohn des Erfinders Friedrich Wilhelm Gustav Bruhn und kam mit dessen Familie nach Berlin. Nach dem Abitur in Berlin 1906 begann er ein Studium der Kunst- und Musikgeschichte sowie Philosophie in Freiburg, Halle und Berlin. Die Promotion zum Dr. phil. in Würzburg erfolgte 1921, mit der Inaugural-Dissertation: „Die Ornamentik in den italienischen Druckwerken der Frührenaissance, vornehmlich in Venedig“.
Seit dem 1. Januar 1922 war er – aufgrund der angespannten Finanzsituation der Museen zunächst nur auf der Planstelle eines Bibliotheksverwalters – beim Berliner Kunstgewerbemuseum für die Lipperheidesche Kostümbibliothek und deren Ausstellungen verantwortlich; zum 1. Juni 1934 wurde er in seiner Funktion als Leiter dieser Kostümbibliothek Kustos an der staatlichen Kunstbibliothek.
Wolfgang Bruhn war seit 1922 mit Marianne geb. Rubner, einer Tochter des Berliner Physiologen Max Rubner, verheiratet. Aus der Ehe gingen drei Kinder hervor, davon 1926 die Tochter Johanna Quandt.

## Werke
- (mit Max Tilke) Das Kostümwerk: Eine Geschichte des Kostüms aller Zeiten und Völker vom Altertum bis zur Neuzeit einschließlich der Volkstrachten Europas und der Trachten der außereuropäischen Länder. Verlag Ernst Wasmuth Berlin, 1941, DNB 579263665. Neuauflage unter dem Titel Kostümgeschichte in Bildern: eine Geschichte des Kostüms … Wasmuth, Tübingen, 1955, DNB 450651622
- Monographien und Kataloge
- Das Modenbild. Velhagen & Klasing, Bielefeld, 1926, DNB 572545479
- Das Frauenkleid in Mode und Malerei vom 18. Jh. bis zur Gegenwart. Ausstellungskatalog Kunstbibliothek Berlin, 1926
- Moden-Almanach. Modenbilder aus 4 Jahrhunderten 1500–1900. Haus Neuerburg, Köln, 1933.
- Deutsche Kulturbilder: Deutsches Leben in 5 Jahrhunderten 1400-1900. Cigaretten-Bilderdienst, Hamburg-Bahrenfeld, 1934 und 1936.
- Die Mode in 5 Jahrhunderten (= Serie Meyers bunte Bändchen). Bibliographisches Institut Leipzig, 1936, DNB 572545460.
- (Mit Helmuth Skarbina) Kostüm und Mode. Eine bunte Fibel. Verlag Staackmann, Leipzig 1938, DNB 572545444.
- Der Tanz in der Kunst. Ausstellung im Prinzessinnenpalais Berlin 1934/1935. Katalog
- Die ersten illustrierten Modejournale. Vobachs Frauenzeitung, Leipzig, 14. August 1926